# Walter How
Walter How (Bermondsey, 25 december 1885 - Londen, 5 augustus 1972) was een Brits ontdekkingsreiziger.

## Biografie
How werkte als matroos op de Endurance-expeditie van Ernest Shackleton in 1914. De expeditie strandde op Elephanteiland, waar ze vier maanden later gered werden. 
Na de expeditie ontving hij de Polar Medal.
Tijdens de Eerste Wereldoorlog werkte hij op koopvaardijschepen. In 1964, vijftig jaar na de Endurance-expeditie, was hij op reünie samen met de twee andere overlevers, Lionel Greenstreet en Charles Green.
How overleed in 1972 op 86-jarige leeftijd.